# Gaspar Panadero
Gaspar Panadero Zamora (Tarazona de la Mancha, 9 dicembre 1997) è un calciatore spagnolo, centrocampista svincolato.

## Carriera
Ha giocato nella massima serie dei campionati spagnolo ed emiratino, e nella seconda divisione spagnola.